# 君となら
「君となら」（きみとなら）は、2009年10月21日に発売された松たか子の21枚目のシングル。

## 解説
松にとっては2006年11月29日発売の「みんなひとり」以来約3年ぶりのシングルリリースとなる。アルバム『Time for music』の先行シングル。

## 制作
「君となら」は、松自身の作詞・作曲による作品である。発売2日後の10月23日にテレビ朝日系列で生放送された『ミュージックステーション』でテレビ初披露された。
「きっと伝えて」は、デヴィッド・キャンベルが編曲を手掛けた作品であり、NHK教育テレビで放送のアニメ『獣の奏者 エリン』のエンディング・テーマソングとして同年8月1日から使用されている。
「500マイル」は、ピーター・ポール&マリーの1960年代の大ヒット曲の日本語カバー。
日本語訳詞は同年5月に逝去した忌野清志郎によるものだが、細野晴臣・忌野清志郎・坂本冬美による音楽ユニット、HISのアルバム『日本の人』に収録された日本語カバーが元となっている。

## 収録曲
特記以外作詞・作曲：松たか子
1. 君となら
  - 編曲：佐橋佳幸
2. きっと伝えて
  - 編曲：デヴィッド・キャンベル
3. 500マイル
  - 作詞・作曲：ヘディ・ウエスト／日本語詞：忌野清志郎／編曲：佐橋佳幸
4. 君となら（instrumental）
5. きっと伝えて（instrumental）